# 秋本启之
秋本启之（日语：／ Akimoto Hiroyuki，1986年1月31日—），熊本县出身，日本男子柔道运动员。他曾代表日本参加2006年、2010年和2014年亚洲运动会柔道比赛，获得二枚金牌和一枚铜牌。